# فرانسوا برنت
فرانسوا برنت (انگلیسی: François Brandt؛ ۲۹ دسامبر ۱۸۷۴ – ۴ ژوئیه ۱۹۴۹) قایقران روئینگ اهل هلند بود.
وی در مسابقات کشوری و بین‌المللی در مجموع برندهٔ ۱ مدال طلا، ۱ مدال برنز شده‌است.